# Крупенские
Крупе́нские — русский дворянский род. 

## Происхождение и история рода
Род Крупенских происходит из Молдавии. Он был внесён в VI часть Дворянской родословной книги Бессарабской губернии.
Среди наиболее известных представителей этого старинного рода — статский советник, камер-юнкер, предводитель дворянства Бессарабской губернии (1866—1869) Николай Матвеевич Крупенский (1822—1893), у которого в браке с Надеждой Ивановной Гинц родились два сына Анатолий и Василий, которые впоследствии стали известными российскими дипломатами.

## Известные представители
- Крупенский, Александр:[править]  -  Крупенский, Александр Николаевич (1861—1939) — бессарабский предводитель дворянства, общественный деятель русской эмиграции.
  -  Крупенский, Александр Дмитриевич (1875—1939) — русский театральный деятель, управляющий Петербургской конторой Императорских театров.
- Крупенский, Анатолий Николаевич (1850—1923) — русский дипломат, посланник в Норвегии и посол в Италии, гофмейстер.
- Крупенский, Василий Николаевич (1868—1945) — русский дипломат, посланник в Пекине и посол в Японии.
- Крупенский, Григорий Дмитриевич (1873 — после 1918) — камергер, действительный статский советник, член Совета министерства финансов и Государственного Дворянского земельного банка.
- Крупенский, Матвей Егорович (1775—1855) — бессарабский вице-губернатор, статский советник.
- Крупенский, Матвей Егорович (1859 — после 1922) — генерал-лейтенант.
- Крупенский, Михаил Николаевич (1851—1905) — бессарабский предводитель дворянства, камергер.
- Крупенский, Николай:[править]  -  Крупенский, Николай Матвеевич (1822—1893) — бессарабский областной и подольский губернский предводитель дворянства, камергер.
  -  Крупенский, Николай Дмитриевич (1878—?) — член IV Государственной думы от Бессарабской губернии.
- Крупенский, Павел Николаевич (1863—1939) — русский общественный деятель и политик, член Государственной думы.
- Крупенский, Тудор Егорович (1787—1843) — чиновник особых поручений при бессарабском наместнике, надворный советник.